# Saint-Stail
Saint-Stail – miejscowość i gmina we Francji, w regionie Grand Est, w departamencie Wogezy.
Według danych na rok 1990 gminę zamieszkiwało 59 osób, a gęstość zaludnienia wynosiła 10 osób/km² (wśród 2335 gmin Lotaryngii Saint-Stail plasuje się na 986. miejscu pod względem liczby ludności, natomiast pod względem powierzchni na miejscu 930.).